# Митчелл, Клемент
Кле́мент Ми́тчелл (англ. Clement Mitchell; 20 февраля 1862 — 6 октября 1937), также известный как Клем Митчелл (англ. Clem Mitchell) — английский футболист и крикетист. Выступал за футбольные клубы «Аптон Парк» и «Коринтиан», а также за футбольную сборную Англии. 

## Футбольная карьера
Родился в Кембридже, окончил школу «Фелстед» в Эссексе. Выступал за местную школьную команду с 1877 по 1879 год, в 1879 году был капитаном команды. Затем выступал за клубы «Аптон Парк» и «Коринтиан».
С 1880 по 1885 год выступал за сборную Англии. 3 февраля 1883 года стал первым англичанином, сделавшим хет-трик в матче против Уэльса, и третьим автором хет-трика в истории сборной Англии.
Всего провёл за сборную Англии 5 матчей и забил 5 голов.

### Список матчей за сборную
| № | Дата           | Стадион                    | Соперник  | Результат | Голы Клемента Митчелла | Турнир                                 |
| - | -------------- | -------------------------- | --------- | --------- | ---------------------- | -------------------------------------- |
| 1 | 15 марта 1880  | «Рейскорс Граунд», Рексем  | Уэльс     | 3:2       |                        | Товарищеский матч                      |
| 2 | 12 марта 1881  | «Кеннингтон Оувал», Лондон | Шотландия | 1:6       |                        | Товарищеский матч                      |
| 3 | 3 февраля 1883 | «Кеннингтон Оувал», Лондон | Уэльс     | 3:0       | 16′ 70′ 86′            | Товарищеский матч                      |
| 4 | 10 марта 1883  | «Брэмолл Лейн», Шеффилд    | Шотландия | 2:3       | 24′                    | Товарищеский матч                      |
| 6 | 14 марта 1885  | «Лемингтон Роуд», Блэкберн | Уэльс     | 1:1       | 35′                    | Домашний чемпионат Великобритании 1885 |

Итого: 5 матчей / 5 голов; 2 победы, 1 ничья, 2 поражения.

## Вне футбола
Играл в крикет. Был бэтсменом крикетного клуба «Кристал Пэлас», а также крикетного клуба графства Кент.
Занимался торговлей чаем в Лондоне. Впоследствии уехал в Калькутту (Британская Индия), где также играл в крикет.
Умер в Алдрингтоне (Хов, Суссекс) в октябре 1937 года.